# Syndiamesa hygropetrica
Syndiamesa hygropetrica är en tvåvingeart som först beskrevs av Jean-Jacques Kieffer 1909.  Syndiamesa hygropetrica ingår i släktet Syndiamesa och familjen fjädermyggor. Arten är reproducerande i Sverige. Inga underarter finns listade i Catalogue of Life.